# مآذن دردشت
مآذن دردشت (بالفارسية: مناره‌های دردشت) هي مئذنة تاريخية تعود إلى عصر القرن السابع الهجري والقرن الثامن الهجري، وتقع في أصفهان.

## معرض صور

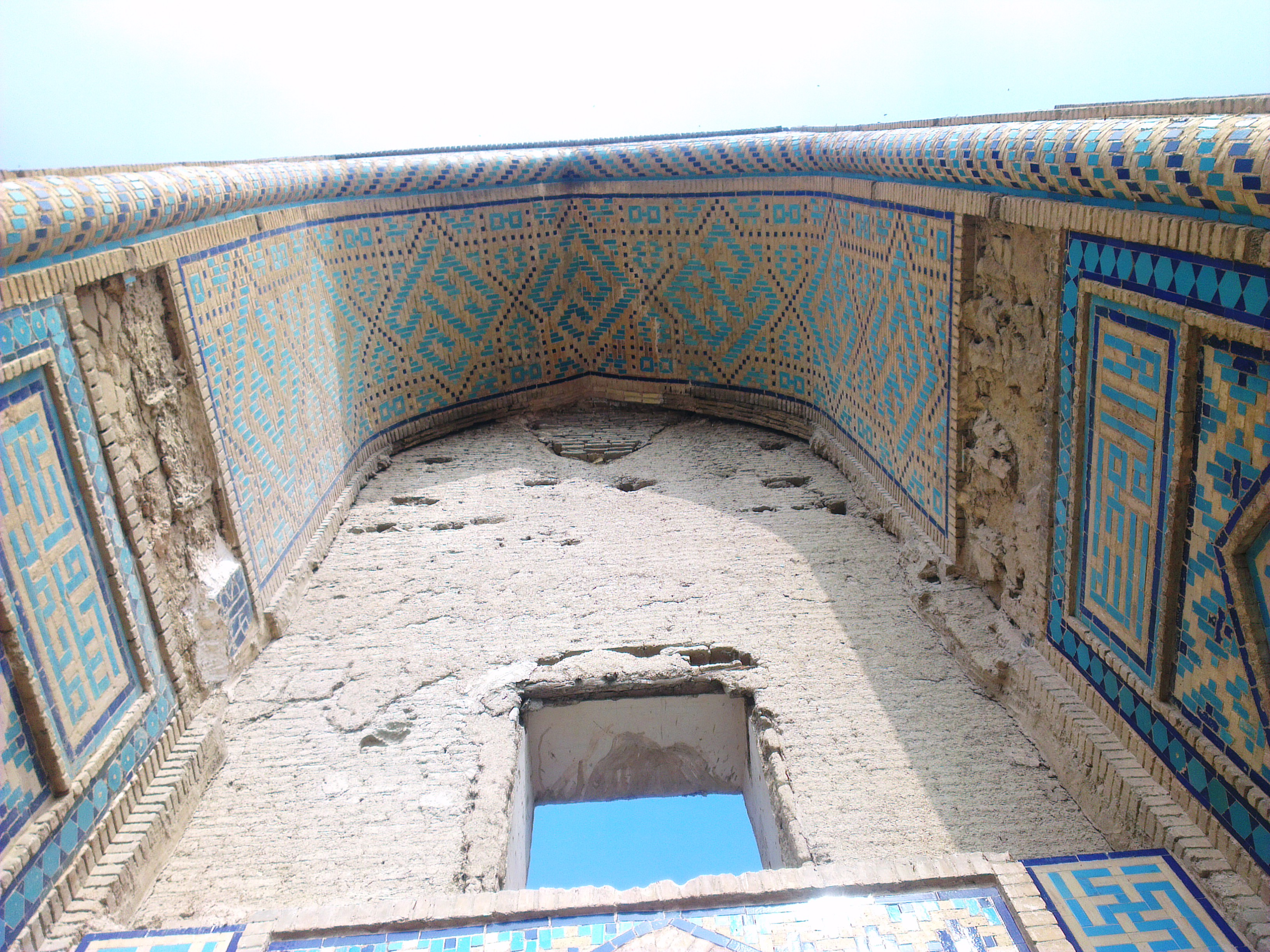
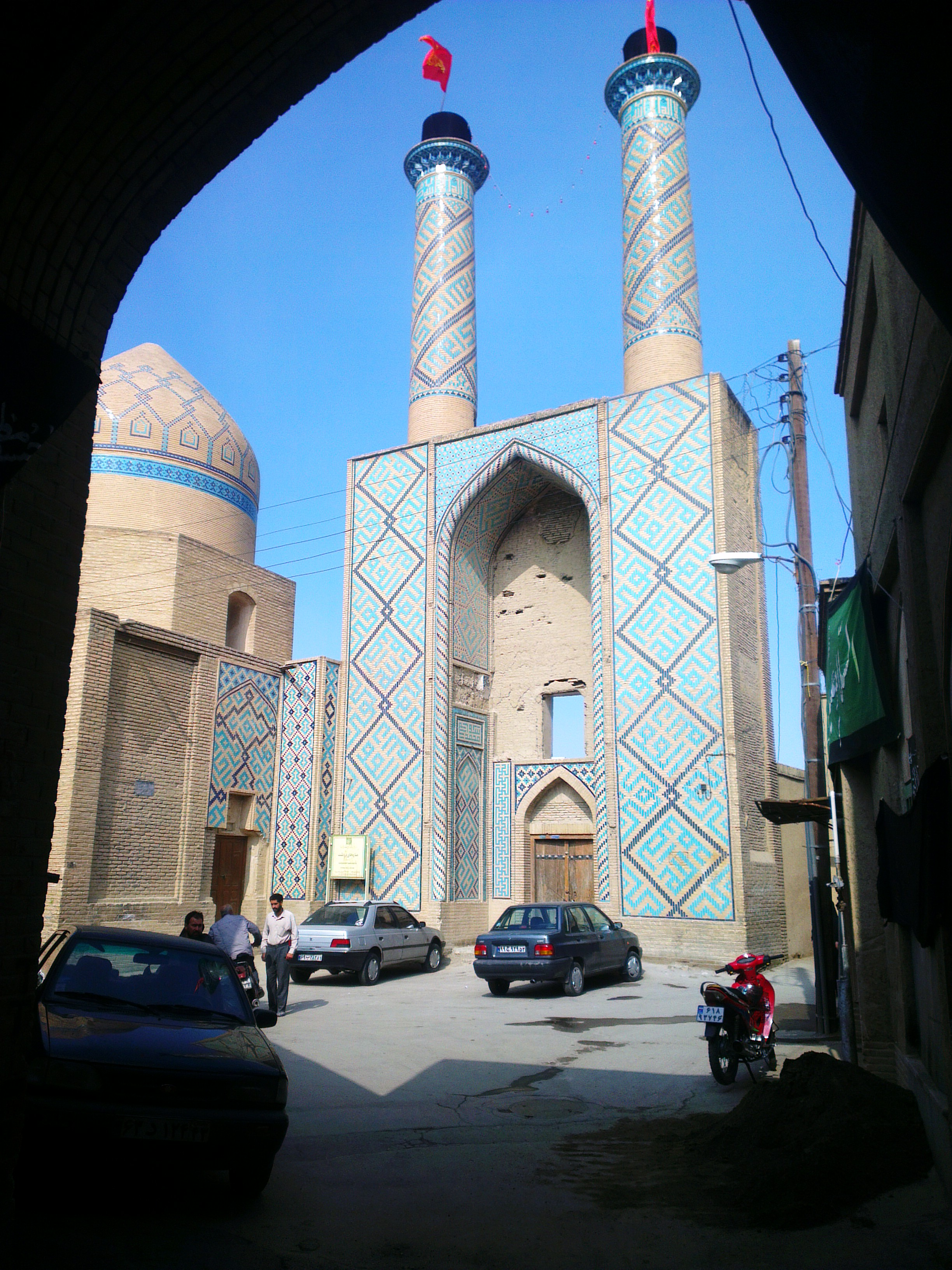
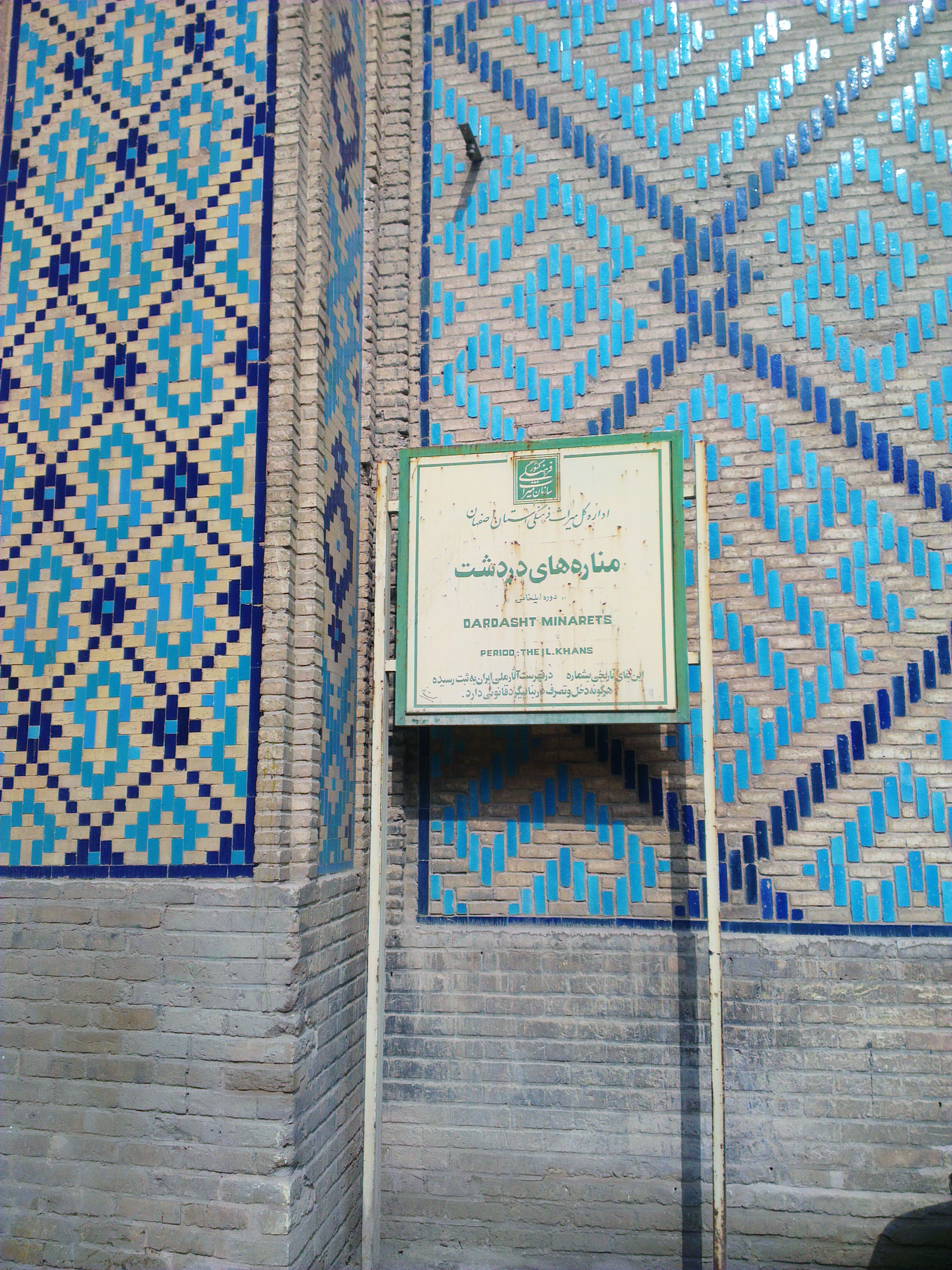